# Морська піхота Росії
Морська піхота ВМФ Російської Федерації — рід берегових військ ВМФ, призначений і спеціально підготовлений для ведення бойових дій в морських десантах, а також для оборони військово-морських баз, важливих ділянок узбережжя і берегових об'єктів.

## Завдання
Морська піхота в десантних операціях може діяти самостійно з метою захоплення пунктів базування військово-морських сил противника, портів, островів, окремих ділянок узбережжя супротивника. У випадках, коли основу десанту складають частини сухопутних військ, морська піхота висаджується в передових загонах для захоплення пунктів і ділянок на узбережжі та забезпечення висадки на них головних сил десанту.
З'єднання і підрозділи морської піхоти висаджуються на берег з десантних кораблів і катерів, а також десантуються вертольотами корабельного і берегового базування при вогневої підтримки кораблів і авіації. В окремих випадках морська піхота може долати водні простори своїм ходом на плаваючих машинах (в більшості випадків на бронетранспортерах).

## Озброєння морської піхоти
Плаваюча бойова техніка, переносні протитанкові і зенітні комплекси, автоматична стрілецька зброя.

## Історія
У Росії морська піхота з'явилася в 1705, коли в ході Північної війни 1700-1721 рр. розгорнулася збройна боротьба в приморських і острівних районах. З'єднання і частини морської піхоти неодноразово розформовувалися і відтворювалися. Новостворені в 1939 р з'єднання і частини морської піхоти в ході Радянсько-німецької війни широко застосовувалися в десантний діях і обороні баз флотів. У післявоєнні роки вони були розформовані і з'явилися в складі ВМФ на початку 1960-х рр. 

## Структура

### Балтійський флот
336-та окрема гвардійська Білостоцька орденів Суворова та Олександра Невського бригада морської піхоти — м. Балтійськ
- 877-й окремий батальйон морської піхоти (м. Совєтськ)
- 879-й окремий десантно-штурмовий батальйон (м. Балтійськ)
- 884-й окремий батальйон морської піхоти (м. Балтійськ)
- 1612-й окремий гаубичний самохідний артилерійський дивізіон (с. Мечниково)
- 1618-й окремий зенітний ракетний артилерійський дивізіон (c. Переславське)
- батальйон матеріального забезпечення
- розвідувально-десантна рота
- рота снайперів
- рота зв'язку
- батарея керованих протитанкових ракет
- вогнеметна рота
- рота технічного забезпечення
- медична рота
- комендантський взвод
- інженерно-десантная рота

### Чорноморський флот
810-та окрема ордена Жукова бригада морської піхоти — м. Севастополь
- 557-й окремий батальйон морської піхоти
- 542-й окремий десантно-штурмовий батальйон
  - в/ч № 90989 Балаклава РТБ ЧФ (м. Севастополь)
  - в/ч № 62047 м. Феодосія-13 (м. Сімферополь-32)
- 546-й окремий гаубичний самохідний артилерійський дивізіон
- 547-й окремий зенітний ракетний артилерійський дивізіон
- 538-й окремий батальйон матеріального забезппечення
- 501-й окремий батальйон морської піхоти (м. Феодосія)
- 13-й окремий військовий полігон
- інженерно-десантна рота
- розвідувальна десантна рота
- вогнеметна рота
- рота технічного забезппечення
- рота зв'язку
- медична рота (приймально-сортувальний взвод, госпітальний взвод, відділення реанімації)
- батарея протитанкових керованих ракет
- комендантський взвод
- взвод управління начальника артилерії
- взвод радіаційного, хімічного і бактеріологічного захисту
- дві охоронні роти у складі 369-го центру забезпечення управління Чорноморського флоту
- 382-й окремий батальйон морської піхоти 13076 ФПЕ (м. Темрюк)

### Північний флот
61-ша окрема Кіркінесська Червонопрапорна бригада морської піхоти— с. Спутнік
- 874-й окремий батальйон морської піхоти (на БТР-80)
- 876-й окремий десантно-штурмовий батальйон (матроси ДШБ діють у трьох середовищах: на суші, на морі і у повітрі; під час висадки десанту бійці ДШБ йдуть у першій хвилі; частина батальйону десантується парашутним способом у тил супротивника, яки захищає узбережжя).
- 886-й окремий розвідувально-десантний батальйон (розвідка полку; діє разом із ДШБ).
- 125-й окремий танковий батальйон (на озброєнні танки Т-72 і Т-80)
- 1611-й окремий самохідний артилерійський дивізіон (самохідні артилерійські установки «Гвоздика»)
- 1591-й окремий самохідний артилерійський дивізіон (установки «НОНА-СВК»; установки на плаваючому шасі БТР-80 і БТР-Д, тому може забезпечувати вогневу підтримку десенту з перших хвилин висадки, може вести вогонь на плаву).
- 1617-й окремий зенітний ракетний артилерійський дивізіон (установки «Шилка», «Тунгуска»; дивізіон призначений для прикриття від повітряного противника бойових порядків десанту, оборони плацдарму висадки; машини, що стоять на озброєнні не плавають, тому у десанті йдуть другим ешелоном, коли великі десантні кораблі можуть наблизитись до берега).
- рота десантно-висадочних засобів
- інженернр-десантна рота
- рота зв'язку
- ремонтна рота
- рота матеріального забезпечення
- 75-й військово-морський лазарет (у складі мобільний підрозділ для дій у бойових порядках десанту)
- 180-й окремий морський інженерний батальйон

Окремі підрозділи МП ПФ:
- 1062-га окрема рота супроводу військових вантажів
- окрема рота охорони і супроводу військової комендатури гарнізону Сєвєроморськ
- 311-та окрема рота охорони морської піхоти
- взвод охорони розрахунку бойового застосування (м. Сєвєроморськ)
- 211-й окремий батальйон охорони (м. Оленєгорськ-2 РТБ ПФ)
- 536-й окремий береговий ракетний артилерійський полк (с. Олєнья Губа[ru])
- в\ч 77510 (о. Нова Земля)
- 69-й окремий взвод охорони

### Тихоокеанський флот
У 1990 році морська піхота Тихоокеанського флоту налічувала 5 тисяч осіб (55-та дивізія морської піхоти). Зараз МП ТОФ налічує 1,5 тисячі осіб у 155-й бригаді МП і 1,2 тисячі у 3-му полку МП (колишня 40-ва мотострілецька бригада — залишки 22-ї мотострілецької дивізії: передана до складу морської піхоти 6 серпня 2007 року і 1 грудня 2009 року переформована у полк). 1 червня 2009 року 55-ту дивізію МП ТОФ переформували у 155-ту бригаду МП ТОФ (раніше були ліквідовані танковий, артилерійський та зенітний ракетний полки).
Окрім 155-ї бригади, ТОФ має ще один полк МП: 390-й полк морської піхоти, 165-й полк морської піхоти, 921-й артилерійський полк і 923-й зенитний ракетний полк колишньої 55-ї дивізії морської піхоти розформовані.
- 155-та окрема бригада морської піхоти — м. Владивосток[1]
- 40-ва окрема Краснодарсько-Харбінська двічі Червонопрапорна бригада морської піхоти — Камчатка[4]

Раніше морська піхота ТОФ була більш численною і мала у своєму складі:
- 59-й окремий батальйон морської піхоти (у складі 155-ї бригади)
- 1484-й окремий батальйон зав'язку морської піхоти
- 839-й центр морської піхоти забезпечення командувача військами і силами на Північному Сході м. Петропавловськ-Камчатський
- 287-й окремий гаубичний самохідний артилерійський дивізіон — розформовано
- 106-й полк морської піхоти — розформовано
- 923-й зенітний ракетний полк морської піхоти — розформовано[3], підрозділи розподілені до інших частин внаслідок спрощення складу МП РФ
- артилерійський дивізіон — розформовано
- противотанковий дивізіон — розформовано
- окремий медико-санітарний батальйон — розформовано
- 240-й окремий ремонтно-відновлювальний батальйон — розформовано
- окремий батальйон матеріального забезпечення — розформовано
- 186-й окремий інженерний десантний батальйон — розформовано
- 165-й Уссурійський казачий полк морської піхоти — скорочений до батальйону[3]
- 47-й окремий десантно-штурмовий батальйон — розгорнутий з 165-го полку, розформований, увійшов до складу 155-ї ОбрМП
- 390-й полк морської піхоти — розформовано, увійшов до складу 155-ї ОбрМП[3][5]
- 84-й окремий танковий батальйон — розформовано
- батарея управління і артилерійської розвідки
  - в/ч № 81388 с. Дунай (Шкотово-22) РТБ ТОФ
- Комендантська рота
- 263-й окремий розвідувальний батальйон — розформовано

### Каспійська флотилія
1 грудня 2008 року розформовано  77-му окрему гвардійську Московсько-Чернігівську бригаду морської піхоти Каспійської флотилії, а на Каспії з морської піхоти залишено два батальйони.
- 177-й окремий полк морської піхоти
  - 414-й окремий батальйон морської піхоти (м. Каспійськ)
  - 727-й окремий батальйон морської піхоти (м. Астрахань)

### Навчальні заклади
- Далекосхідне вище загальновійськове командне училище[ru] (м. Благовєщенськ)
- Рязанське вище повітряно-десантне командне училище (м. Рязань) — з 2008 року
- Михайлівська військова артилерійська академія (м. Санкт-Петербург )

### 1643-й окремий батальйон охорони
1643-й окремий батальйон охорони (в/ч № 78328) (м. Москва).
Виконував завдання з охорони Головного штабу Військово-морського флоту у Москві з 1938 року до 1 грудня 2011 року. 1 грудня 2011 року розформовано.

## Втрати
З відкритих джерел відомо про деякі втрати морської піхоти РФ під час вторгнення в Україну:
- Втрати 40-ї бригади
- Втрати 61-ї бригади
- Втрати 155-ї бригади
- Втрати 336-ї бригади
- Втрати 810-ї бригади